# Homiel-Cotny
Homiel-Cotny (biał. Гомель-Цотны, ros. Гомель-Чётный; dosł. Homel Parzysty) – przystanek kolejowy w miejscowości Homel, w obwodzie homelskim, na Białorusi. Leży na linii Homel - Łuniniec - Żabinka.
Przystanek położony jest w obrębie stacji Homel, przy jej torach postojowych i w pobliżu lokomotywowni.